# 앤 네스비

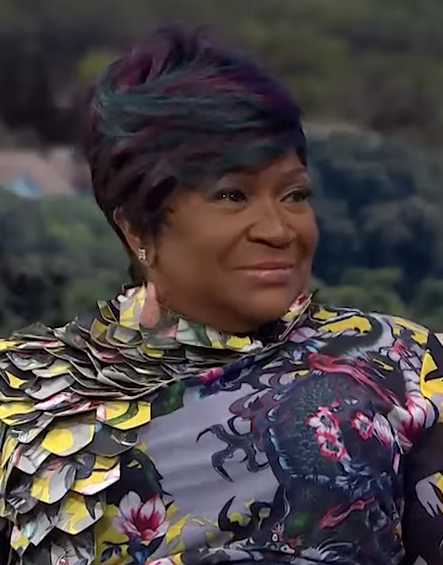

앤 네스비(Ann Nesby, 1952년 7월 24일 ~ )는 미국의 배우, 가수, 영화배우이다.
시카고에서 태어났다.

## 영화
- 파이팅 템테이션스 (2003년)